# Cynathea
Cynathea là một chi nhện trong họ Thomisidae.